# 卡达帕县

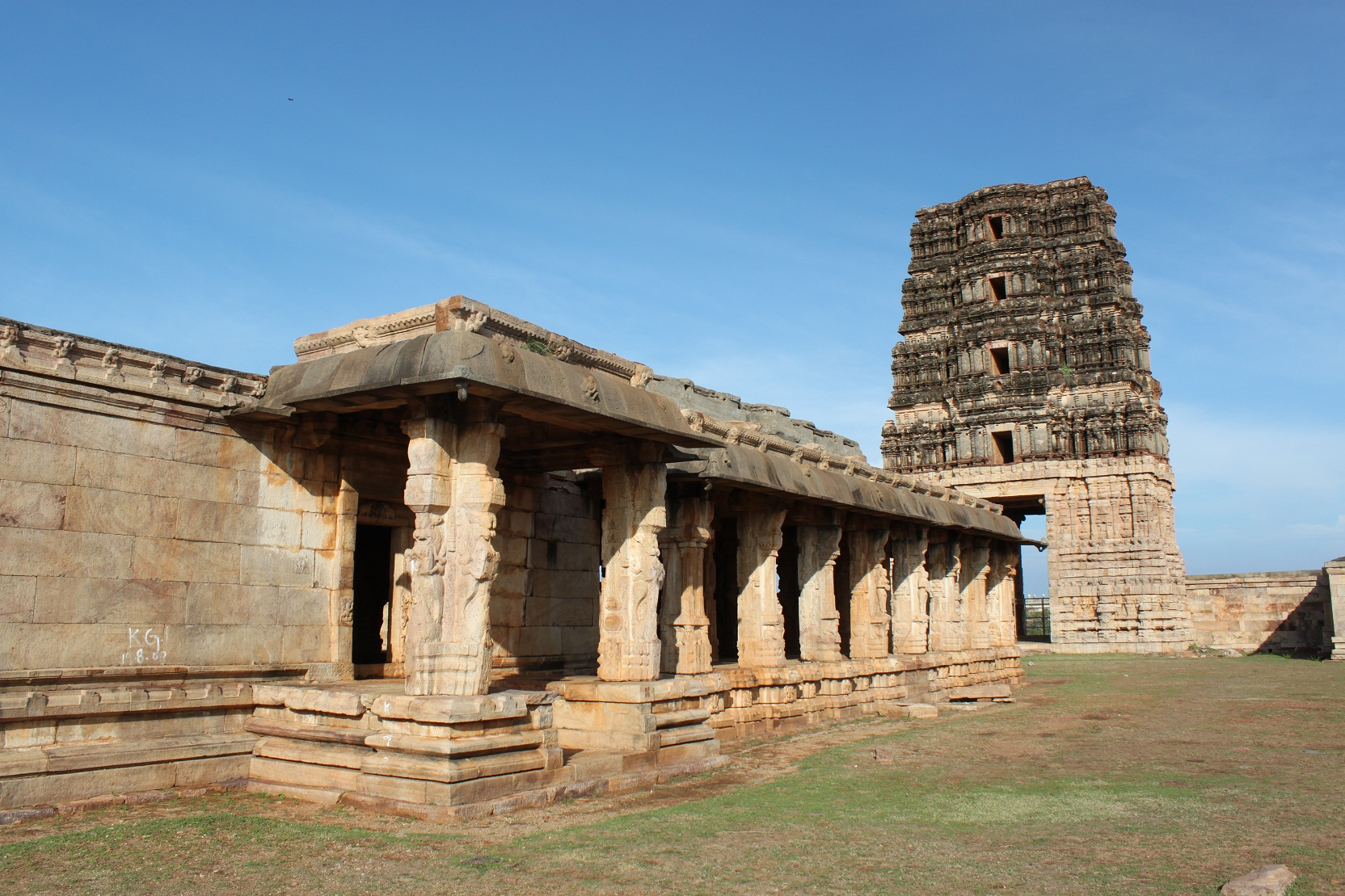

卡达帕縣（YSR Kadapa district，官方名称：YSR district；前称：Cuddapah district）是印度的一個縣，位於該國東南部，由安得拉邦負責管轄，面積15,379平方公里，每年平均降雨量378.7毫米，2001年人口2,601,797，人口密度每平方公里169人。